# Carlo Maria Giulini
Carlo Maria Giulini (Barletta, 9 de maig de 1914 – Brescia, 14 de juny de 2005) va ser un director d'orquestra i violista italià.

## Biografia
Giulini va nàixer a Barletta, Itàlia i va estudiar viola i composició en l'Accademia Nazionale di Santa Cecilia, a Roma. Després va estudiar direcció d'orquestra amb Bernardino Molinari.
Giulini va treballar en la Ràdio de Milà des de 1946 a 1951, on va rescatar diverses òperes oblidades, incloent-hi algunes d'Alessandro Scarlatti. Arturo Toscanini el va escoltar en una producció de Haydn, Il mondo della luna; i el va recomanar per a la direcció de La Scala, on va romandre des de l'any 1953 al 1956 i on va tenir entre altres alumnes a Alberto Zedda, i Giorgio Gaslini.
L'any 1958 va dirigir una producció de Don Carlos, de Verdi, en la Royal Opera House amb un gran èxit. Durant els anys 1960 va ser reclamat com a director invitat per les més importants orquestres del món, i va fer nombrosos i reeixits enregistraments amb l'Orquestra Philharmonia de Londres (entre d'altres).
Després de 1968 Giulini va abandonar l'òpera, concentrant-se només en treballs orquestrals. Va ser rincipal director invitat de l'Orquestra Simfònica de Chicago de 1969 a 1978, i va ser nomenat director musical de l'Orquestra Simfònica de Viena l'any 1973. De 1978 a 1984, va ser principal director i director musical de l'Orquestra Filharmònica de Los Angeles, debutant-hi amb la Simfonia núm. 9 de Beethoven. L'any 1982 va tornar una vegada més a l'òpera, dirigint una controvertida producció de Falstaff, de Verdi.
Els seus enregistraments d'òpera més notables inclouen les versions de 1959 de l'Orquestra Philarmonia de les òperes de Mozart, Les noces de Fígaro i Don Giovanni per al segell EMI, a més de La Traviata (19955) de Verdi amb Maria Callas. Els enregistraments simfònics més valorats són la Simfonia núm. 3 de Beethoven amb l'Orquestra Filharmònica de Los Angeles, i la vuitena i novena simfonies d'Anton Bruckner, ambdós amb l'Orquestra Filharmònica de Viena. Aquests discos van ser enregistrats per a la companyia discogràfica Deutsche Grammophon.
Giulini i la seua esposa, Marcella (que va morir l'any 1995), van tenir tres fills. Va morir a Brescia, Itàlia als 91 anys.